# Kerk van Brattfors
De kerk van Brattfors staat in de Zweedse plaats Brattfors. De bouw van de houten kerk begon in 1961 en werd afgerond in 1669. In 1680 werd er een wapenhuis aan de zuidkant van de kerk aangebouwd. De kerktoren werd in de jaren 70 bijgebouwd. 
De kerk ligt aan riksväg 63.
Brattfors · Filipstad · Gåsborn · Nykroppa · Lesjöfors · Nordmark · Rämmen